# Peter Einfalt
Peter Einfalt, slovenski častnik in veteran vojne za Slovenijo.

## Vojaška kariera
- poveljnik, 670. LOGBA (2002)

## Odlikovanja in priznanja
- zlata medalja generala Maistra z meči (31. januar 1992)
- spominski znak Obranili domovino 1991
- medalja generala Franca Rozmana Staneta: 7. oktober 2011[2]